# Vlag van Leende

Vlag van de gemeente Leende
(1974-1997)

De vlag van Leende werd op 8 februari 1974 bij raadsbesluit vastgesteld als de gemeentelijke vlag van de Noord-Brabantse gemeente Leende. De vlag is in het besluit als volgt beschreven:
Geel met twee rode hoorns boven elkaar aan de broekzijde en daarnaast ter halver hoogte een rode hoorn.
Bij het besluit was een bijlage gevoegd met gedetailleerde informatie over de plaatsing van de hoorns op de vlag.
De kleuren van de vlag zijn ontleend aan de oorspronkelijke kleuren van het gemeentewapen, evenals de drie hoorns, die overeenkomen met die op het wapenschild. Het wapen was oorspronkelijk dat van het Huis Horne, maar omdat bij aanvraag de kleuren niet waren gespecificeerd is het wapen door de Hoge Raad van Adel in de rijkskleuren (geel op blauw) verleend.
Op 1 januari 1997 is Leende opgegaan in de nieuw opgerichte gemeente Heeze-Leende, waarmee de vlag als gemeentevlag kwam te vervallen. De vlag van Heeze-Leende heeft elementen uit die van Leende.

## Verwante afbeeldingen

Wapen van Leende
Het wapen van het Huis Horne
Vlag van Heeze-Leende

Aalburg 
· Aarle-Rixtel 
· Alphen en Riel 
· Bakel en Milheeze 
· Beek en Donk 
· Beers 
· Berghem 
· Berkel-Enschot 
· Berlicum 
· Bladel en Netersel 
· Borkel en Schaft 
· Boxmeer 
· Budel 
· Chaam 
· Cuijk 
· Cuijk en Sint Agatha 
· Den Dungen 
· Diessen 
· Dinteloord en Prinsenland 
· Drunen 
· Dussen 
· Engelen 
· Erp 
· Esch 
· Escharen 
· Fijnaart en Heijningen 
· Geffen 
· Geldrop 
· Gemert 
· Giessen 
· Ginneken en Bavel 
· Grave 
· 's Gravenmoer 
· Haaren 
· Halsteren 
· Haps 
· Heesch 
· Heeswijk-Dinther 
· Heeze 
· Helvoirt 
· Hoeven 
· Hooge en Lage Mierde 
· Hooge en Lage Zwaluwe 
· Hoogeloon, Hapert en Casteren 
· Huijbergen 
· Klundert 
· Landerd 
· Leende 
· Liempde 
· Lieshout 
· Lith 
· Luyksgestel 
· Maarheeze 
· Maasdonk 
· Made en Drimmelen 
· Megen, Haren en Macharen 
· Mierlo 
· Mill en Sint Hubert 
· Moergestel 
· Nieuw-Ginneken 
· Nieuw-Vossemeer 
· Nistelrode 
· Nuland 
· Oeffelt 
· Oost-, West- en Middelbeers 
· Oploo, Sint Anthonis en Ledeacker 
· Ossendrecht 
· Oud en Nieuw Gastel 
· Oudenbosch 
· Prinsenbeek 
· Putte 
· Raamsdonk 
· Ravenstein 
· Reusel 
· Riethoven 
· Rijsbergen 
· Rijswijk 
· Roosendaal en Nispen 
· Rosmalen 
· Schaijk 
· Schijndel 
· Sint Anthonis 
· Sint-Oedenrode 
· Sprang-Capelle 
· Standdaarbuiten 
· Terheijden 
· Teteringen 
· Uden 
· Udenhout 
· Veghel
· Vessem, Wintelre en Knegsel 
· Vierlingsbeek 
· Vlijmen 
· Wanroij 
· Waspik 
· Werkendam 
· Westerhoven 
· Willemstad 
· Woudrichem 
· Wouw 
· Zeeland 
· Zevenbergen